# Spor o základ státu
Spor o základ státu (čínsky v českém přepisu kuo-pen č’-čeng, pchin-jinem Guóběn zhīzhēng, znaky zjednodušené 国本之争, tradiční 國本之爭; nebo čínsky v českém přepisu čeng kuo-pen, pchin-jinem zhēng guóběn, znaky zjednodušené 争国本, tradiční 爭國本) v letech 1586–1614 byl spor mezi Wan-lim, císařem čínské říše Ming a značnou částí mingských úředníků o jmenování korunního prince. Úředníci hájili zákonný princip primogenitury a požadovali jmenování korunním princem císařova nejstaršího syna Ču Čchang-luoa, císař si zřejmě za následníka přál spíše Ču Čchang-süna, syna své oblíbené konkubíny paní Čeng. Císař se otevřeně nevyjádřil pro Ču Čchang-süna, vzdoroval však tlaku úředníků a odkládal rozhodnutí od roku 1586 až do roku 1601, kdy konečně Ču Čchang-luoa jmenoval následníkem a Ču Čchang-süna knížetem. Ču Čchang-sün měl být po dosažení osmnácti let roku 1604 odeslán do svého regionálního sídla, císař ho však ponechával v Pekingu do roku 1614, což živilo podezření o jeho záměrech a vedlo k dalším protestům opozičních úředníků.
Spory o následníka znovu vzplanuly roku 1615 v souvislosti s takzvaným „případem muže s holí“, snad pokusem o atentát na Ču Čchang-luoa.

## Název sporu
V tehdejší politické terminologii byl následník trůnu označován za „základ státu“ (čínsky v českém přepisu kuo-pen, pchin-jinem guóběn, znaky zjednodušené 国本, tradiční 國本).

## Průběh sporu
Roku 1586 se otevřela otázka nástupnictví, když císař svou oblíbenou konkubínu paní Čeng, poté co mu porodila syna, povýšil na „císařskou urozenou dámu“ (chuang-kuej-fej), což ji stavělo jen o stupeň níže než císařovnu Wang a výše než kteroukoliv jinou z jeho konkubín, včetně paní Wang, matky císařova nejstaršího syna Ču Čchang-luoa (1582–1620). Pro okolí bylo z toho zřejmé, že by si přál za následníka spíše syna paní Čeng Ču Čchang-süna (1586–1641) – svého třetího (druhý syn zemřel v kojeneckém věku) – než Ču Čchang-luoa. Byrokracie se potom rozdělila; část úředníků začala hájit práva prvního syna s odkazem na zákonnou primogenituru, část však spojila svůj osud s povýšením syna paní Čeng.
Císař, přestože vládl autokraticky, neměl legislativní moc a měl jen omezenou možnost vynášet samostatná rozhodnutí. Neměl proto sílu na změnu pravidel následnictví. Na širokou podporu práv nejstaršího syna mezi úředníky reagoval odkládáním rozhodnutí: nejmenoval následníkem ani prvorozeného, ani mladšího syna.
Roku 1589 císař souhlasil se jmenováním nejstaršího syna následníkem, paní Čeng se však postavila proti, což vyprovokovalo vlnu vzájemného obviňování a o dva roky později i zatýkání, když se v Pekingu rozšířil pamflet obviňující ji ze spiknutí s některými vysokými úředníky proti císařovu nejstaršímu synovi. Císař se naopak snažil v očích veřejnosti vykreslit paní Čeng v příznivém světle, vrcholu jeho snaha dosáhla roku 1594, kdy podpořil její pomoc obětem hladomoru v Che-nanu příkazem všem pekingským úředníkům páté a vyšší hodnosti přispět jí ze svých příjmů. Císař odkládání jmenování následníka odůvodňoval čekáním na syna od císařovny. Nejmenování následníka však vyvolávalo vlny protestů vysokých hodnostářů, včetně velkých sekretářů Šen Š’-singa (v úřadě 1578–91) a Wang Si-ťüea (v úřadě 1584–91 a 1593–94). Nástupnictví Ču Čchang-luoa podporovala i Wan-liho matka, císařovna vdova Li. Když panovník namítal, že jeho nejstarší syn je synem pouhé palácové služebnice, odpověděla, že i on, Wan-li, je synem pouhé služebné. Podle kritiků se v kauze následnictví ukázala Wan-liho neschopnost plnit úkoly panovníka. Veřejná i zákulisní podpora císařovny a paní Wang ze strany císařovny vdovy Li vyvažovala císařovu podporu paní Čeng. Císařovna vdova přitom se přitom opírala o mingské právo, které jmenování korunního prince považovalo za rodinnou záležitost, v níž proto měla paní Li jako císařova matka poslední a rozhodující slovo. Kolem paní Li se časem vytvořila volná skupina podporující její zájmy a zájmy císařova nejstaršího syna, sestávající z vysokých úředníků, významných buddhistických mnichů, řadových úředníků, i některých eunuchů.  Stoupenci císařovny a jejího syna ji pokládali za ohroženou na životě a strachovali se o ní, po její případné smrti by totiž císař mohl novou císařovnou jmenovat paní Čeng, jejíž syn by se pak legálně, jako syn císařovny, stal následníkem.
Když Ču Čchang-luo roku 1590 dosáhl osmi let, úředníci požadovali jeho jmenování následníkem, aby mohla být oficiálně zahájena jeho výuka (obvykle počínala v šesti letech). Argumentovali, že sám Wan-li byl v jmenován následníkem coby dítě. Wan-li se bránil s tím, že prince vyučují eunuchové. Roku 1591 císař pod tlakem úředníků nakonec slíbil, že následníka jmenuje do dvou let, opozice – v obavách z dalšího odkladu – reagovala požadavkem zahájení jeho výuky a zahájení příprav na jmenování, což panovník s hněvem odmítl.
Paní Čeng v 90. letech prosazovala svého syna jako následníka i veřejně, na stélách vztyčených v pekingském taoistickém chrámu Tung-jüe (začátkem roku 1592) a klášteru San-jang na hoře Tchaj (1594 a 1596) byl její syn označován jako následník trůnu (tchaj-c’). Také císařovna Wang a paní Wang se také obrátily k nadpřirozeným silám, ale buddhistickým.  Císařovna tak začátkem roku 1592 finančně podpořila vydání knihy modliteb ke Kuan-jin, mezi ženami nejpopulárnějšího bóddhisatvy; císařovna Wang s podporou císařovny vdovy Li financovala rekonstrukce buddhistických klášterů, a na stélách a nápisech žádaly o přízeň pro císařova prvorozeného syna, a zmiňovaly i paní Wang.
Roku 1593 úředníci očekávali, zda panovník splní slib z roku 1591. Císař se ke jmenování neměl, navrhl však velkému sekretáři Wang Si-ťüeovi, že své tři žijící syny jmenuje knížaty – což by bylo v souladu se zákony – a vyčká, zda císařovna nebude mít syna. Wang sestavil edikt a poslal jej ministerstvu obřadů, aby zahájilo přípravy. Opoziční kritici však myšlenku odmítli s tím, že nejstarší syn má být jmenován korunním princem, nikoliv knížetem, a donutili Wang Si-ťüea aby se císaři omluvil s tím, že jmenování tří knížat provést nelze, protože odporuje zákonům, což si dříve neuvědomil. Císař se poté myšlenky na jmenování synů knížaty vzdal, ale prohlásil, že následníka neurčí nyní ani v dalších dvou až třech letech.
Roku 1599, u příležitosti osmnáctin Ču Čchang-luoa, přišla vlna žádostí o jeho jmenování korunním princem. Císař reagoval požadavkem na ministerstvo daní, aby shromáždilo 24 milionů liangů stříbra k úhradě nákladů ceremonií spojených s jmenováním následníka (a ostatních synů knížaty). Od císaře to byla jasná obstrukce (požadavek několikanásobně převyšoval roční příjmy ministerstva ve stříbře a odpovídal ročnímu příjmu státu ve stříbře i naturáliích dohromady).
Až roku 1601 panovník souhlasil se jmenováním a velký sekretariát připravil edikt. Na poslední chvíli se císař pokusil vyhlášení ediktu odložit, ale první velký sekretář Šen I-kuan tvrdě stál na svém a neustoupil, takže v listopadu 1601 císař konečně jmenoval nejstaršího syna následníkem a čtyři své mladší syny knížaty. Ču Čchang-sün dostal titul knížete z Fu, nicméně zůstal v Pekingu, ačkoliv měl být do provincie odeslán po dosažení osmnácti let věku, tedy roku 1604, což živilo fámy o tom, že otázka následnictví je stále otevřená. Císař prince odeslal do jeho provinčního sídla, po dlouhé řadě výzev a protestů proti nečinnosti, až roku 1614. Tehdy při jednom z protestů zdůvodnila paní Čeng ponechání prince v Pekingu péčí o císařovnu vdovu Li, totiž plánováním jeho přítomnosti na oslavách narozenin císařovny vdovy příští rok. Císařovna vdova reagovala povoláním do Pekingu svého mladšího syna Ču I-lioua, knížete z Lu. Rozhodnutí císařovny vdovy bylo výzvou císaři, pobyt knížat v hlavním městě byl totiž považován za nepatřičný a rizikový, protože se – jako alternativní následníci – mohli postavit proti korunnímu princi. Císař poté ustoupil.

## Případ muže s holí
S debatami o následníkovi souvisel „případ muže s holí“, který poškodil prestiž panovníka. 
Koncem května 1615 byl u paláce následníka zadržen muž s holí. Z následného vyšetřování vyplynulo, že se jmenuje Čang Čcha, je bláznivý a chtěl s pomocí hole dořešit konflikt s dvěma palácovými eunuchy, se kterými se nepohodl. Na tom měla být kauza uzavřena a muž popraven. Do případu se však zamíchal vězeňský úředník Wang Č’-caj, který odmítl verzi o šílenci a prosadil veřejné vyšetřování se zapojením představitelů ministerstva trestů. Podle nové verze případu byl muž psychicky zdravý a do paláce vnikl na žádost dvou eunuchů blízkých paní Čeng a jejímu bratrovi, což vyvolalo podezření, že cílem akce mělo být zabití následníka a dosazení na jeho místo syna paní Čeng. Záležitost měla velký ohlas u dvora. Wan-li reagoval bezprecedentním krokem, svolal civilní i vojenské úředníky zaměstnané v pekingských úřadech, předstoupil před ně – bylo to první setkání císaře s úředníky „vnějšího dvora“ od roku 1602 – s Ču Čchang-luoem a jeho rodinou (syny a dcerou) a obořil se na úředníky, jak mohou pochybovat o jeho vztazích k následníkovi, kterému věří a spoléhá na něj. Ču Čchang-luo potvrdil svůj blízký vztah k otci a žádal ukončení celé záležitosti. Dále císař rozhodl o popravě Čang Čchaa i obou do případu zapletených eunuchů. Proti popravě se postavili představitelé ministerstva trestů, požadující další vyšetřování. Poté velcí sekretáři zprostředkovali kompromis – Čang Čcha byl na druhý den popraven, podezřelí eunuchové měli být vyslechnuti. Výslech proběhl, oba však zůstali pod dozorem císařových eunuchů a pátý den po císařově projevu bylo úředníkům oznámeno, že zemřeli. Případ potom utichl.